# Marc Vignal
Pour les articles homonymes, voir Vignal.
Marc Vignal, né le 21 décembre 1933 à Nogent-sur-Marne (Val-de-Marne), est un musicologue, chroniqueur et producteur d'émissions radiophoniques pour France Musique.

## Biographie
Régulièrement invité sur France Musique et France Culture, Marc Vignal a été journaliste à Harmonie de 1964 à 1984, au Monde de la musique de 1985 à 2009, à Classica depuis 2009 et sur le site internet Musikzen.fr depuis 2011. Marc Vignal a collaboré chez Fayard à la rédaction des Guides de la musique symphonique, sacrée, de chambre et de piano sous la direction de François-René Tranchefort. Il a traduit notamment en français The Classical Style (Le Style classique) de Charles Rosen (Gallimard 1978, rééd. 2000), et Bach Interpretation de Paul Badura-Skoda (Buchet-Chastel 1999).
Il est membre de l'association Presse musicale internationale depuis de nombreuses années.

## Ouvrages
- Joseph Haydn, Seghers 1964
- Jean Sibelius, Seghers 1965
- Mahler, Le Seuil 1966, rééd. 1995  (ISBN 2-02-025671-1)
- Larousse de la musique (direction d'ouvrage), 1982 -  (ISBN 2-03-511303-2)
- Dictionnaire des grands musiciens (direction d'ouvrage), Larousse 1985  (ISBN 2-03-511001-7)
- Joseph Haydn, l'homme et son œuvre, Fayard 1988  (ISBN 2-213-01677-1)
- Les Fils Bach, Paris, Fayard, coll. « Les Chemins de la musique », 1997, 479 p. (ISBN 2-213-59966-1, OCLC 37896681, BNF 36186045)
- Joseph Haydn - Autobiographie & premières biographies (traduction et présentation), Aubier-Flammarion 1997, FF 6963-97-1
- Haydn et Mozart, Fayard 2001  (ISBN 2-213-61110-6)
- Muzio Clementi, Fayard-Mirare 2003
- Jean Sibelius, Fayard 2004  (ISBN 2-213-61663-9)
- Beethoven et Vienne, Fayard-Mirare 2004  (ISBN 2-213-62258-2)
- Michael Haydn, Bleu Nuit 2009  (ISBN 978-2-913575-97-4)
- Antonio Salieri, Bleu Nuit 2014
- Ralph Vaughan Williams, Bleu Nuit 2015, Prix de la critique 2016 : meilleur livre sur la musique  (EAN 9782358840484)
- Luigi Cherubini, Bleu Nuit 2017  (EAN 9782358840644)